# Emilie Courts/Admissibilité
Émilie Courts, né le 11 juillet 1984, est originaire de Metz en France, Alsacienne depuis 2007 pour son travail  dans le multimédia et la communication . Elle est actuellement directrice d'agence web, éditrice et écrivain d'essais, de guides pédagogiques et de romans et également musicienne et politicien français.

## Sommaire
- 1Biographie
- 2Réception de ses œuvres
  - 2.1Prix et distinctions
- 3Œuvres
  - 3.1Auteur
  - 3.2Musicienne
- 4Notes et références
- 5Annexes
  - 5.1Articles connexes
  - 5.2Liens externes

## Biographie
En 2005, lancée par Anne-Laure Le Lidec, directrice des éditions "Bussière", maison d'édition renommée dans le domaine de l'ésotérisme, elle publie son premier ouvrage, Le Grimoire Ancestral.
Émilie Courts a publié quatre ouvrages documentés, à propos des sciences occultes et de la sorcellerie, du Moyen-âge à nos jours.
Son recueil Grimoire de Potions Secrètes basé sur un travail botanique, a été rapidement épuisé et a fait l'objet d'une réédition. En 2018, elle publie son premier roman intitulé Paranoïa : Le jour où la pluie commença .
Elle est également membre de la Société des gens de lettres, de la Société des écrivains d'Alsace, de Lorraine et du Territoire de Belfort.
Par ailleurs, Émilie Courts d'adonne à la vidéo, dont les courts-métrages ont été projetés par trois fois sur grand écran lors du festival vidéo du Havre, avec remise du prix "création originale".
Parallèlement, elle a composé plus de 500 titres musicaux, dont 10 albums produits sous le label believe digital et est enregistrée comme membre de la SACEM depuis octobre 1999 .
Professionnellement, la carrière dans les nouvelles technologies est une réussite puisque son entreprise est nominée au concours Grand-Est Deloitte Fast 50 en 2015, concours primant les sociétés à fort potentiel.
La campagne des Européennes 2019 marque ses débuts en politique à échelle nationale, ayant débuté à échelle locale par une implication directe en tant que conférencière à la CCI d'Alsace et présidente des commerçants de Bischheim.
Après Validation des Acquis de l'Expérience, Emilie Courts est devenue diplômée Microsoft Office Specialist Master Instructor au Pôle Formation CCI de Colmar. Cet écrivain continue ses tournées de dédicaces.

## Réception de ses œuvres

### Prix et distinctions
Trois de ses œuvres, dont "Pas de Loi" ont été sélectionnées pour le concours de l'illustration organisée par l'association du Salon du Livre de Dourdan en 2019.
Son ouvrage Viol, ce crime particulier, publié sous pseudonyme a été récompensé à la fête du livre de Hagondange .

## Œuvres
La liste suivante ne fait pas état de toutes les éditions différentes.

### Auteur
Ésotérisme
- Émilie COURTS, Guérir par la Magie, Paris, Bussière, 2017, 180 p. (ISBN 978 2 85090 630 5).
- Émilie COURTS, Grimoire de Potions Secrètes, Paris, Bussière, 2009, 137 p. (ISBN 978 285090 308 3). Rééd. : Émilie COURTS, Grimoire de Potions Secrètes, Paris, Bussière, 2017, 142 p. (ISBN 978 285090 308 3)
- Émilie COURTS, Grimoire de poche, Paris, Bussière, 2007, 110 p. (ISBN 978 265090 261 1[à vérifier : ISBN invalide]).
- Émilie COURTS, Grimoire ancestral, Paris, 1, 2005, 352 p. (ISBN 978 285090 240 6).

Romans
- Émilie COURTS, Parallaxe, Strasbourg, Echo éditions, 2021, 272 p. (ISBN 978-2-38102-136-2)
- Émilie COURTS, Pas de Loi, Strasbourg, Echo éditions, 2020, 260 p. (ISBN 978-2-381020-60-0)
- Émilie COURTS, Paranoïa : Le jour où la pluie commença, Paris, Évidence Editions, 2018, 472 p. (ISBN 979-10-348-0859-5)
  - Ce roman est son premier.

Pédagogie
- Émilie COURTS, E-marketing & e-commerce - Doper ses ventes, Paris, Magnard-Vuibert (Robert Laffont), 2015, 160 p. (ISBN 978-2-311-62117-4).
- Émilie COURTS, Créer son site web : du projet à la réalité, Paris, Magnard-Vuibert (Robert Laffont), 2016, 192 p. (ISBN 978-2311623062).
  - Rééd. : Émilie COURTS, , Paris, Magnard-Vuibert (Robert Laffont), 2019, 192 p. (ISBN 978-2311623062)

Criminologie
- Émilie K., Viol, un crime particulier, Paris, Demos, 2011, 176 p. (ISBN 978-2-36241-050-5).
  - Rééd. : Émilie K., , Strasbourg, Echo éditions, 2019, 252 p. (ISBN 978-2-490775-00-2)

Divers
- Émilie COURTS, 13 Histoires Obscures, Strasbourg, ECHO Editions, 2019, 200 p. (ISBN 978-2-490775-96-5).
- Émilie COURTS, Di SuccorBenorias : Le guide magique pour prendre des décisions, Strasbourg, ECHO Editions, 2019, 128 p. (ISBN 978-2-490775-76-7).
- Émilie COURTS, Maman ravie - Tribulations d’une jeune maman de 0 à 1 an (le bébé, pas la maman), Strasbourg, ECHO Editions, 2019, 148 p. (ISBN 978-2-490775-36-1).

### Musicienne
Musicienne depuis 1992, elle compose son premier album sorti au sein du label Believe Digital en 2010, sous pseudonyme.